# Шиллер, Джон
Джон Тодд Шиллер (англ. John Todd Schiller; род. 1 января 1953, Мадисон, Висконсин) — американский учёный, специалист по биологии ВПЧ и разработке вакцин против него.
Доктор философии, заместитель заведующего лабораторией клеточной онкологии Национального института рака, в котором вместе с Дугласом Лоуи возглавляет исследования ВПЧ и разработку вакцин против него. Их исследования привели к появлению первой вакцины против ВПЧ, одобренной FDA в 2006 году.
Удостоен Национальной медали США в области технологий и инноваций (2012, совместно с Дугласом Лоуи) и других отличий.
Член Национальной академии наук США (2020).
Окончил Висконсинский университет (бакалавр молекулярной биологии, 1975). В 1982 году получил степень доктора философии по микробиологии на соответствующей кафедре Вашингтонского университета. В 1983 году как постдок поступил в лабораторию клеточной онкологии Дугласа Лоуи в Национальном институте здравоохранения, и с тех пор поныне ведёт с ним совместные исследования, в 1986 году стал старшим фелло этой лаборатории, в 1992 году — старшим исследователем, в 1998 году возглавил её секцию по опухолевым новообразованиям, с 2000 года заместитель заведующего лабораторией и с 2016 года заслуженный исследователь Национальных институтов здравоохранения США (NIH Distinguished Investigator).

## Награды
- Service to America Medal[англ.], Partnership for Public Service (2007, совместно с Дугласом Лоуи)
- Novartis Prize for Clinical Immunology[англ.] (2007)
- Albert B. Sabin Gold Medal[англ.], Sabin Vaccine Institute (2011, совместно с Дугласом Лоуи)[3]
- AACR[англ.]-American Cancer Society Award for Research Excellence in Cancer Epidemiology and Prevention (2011)
- Национальная медаль США в области технологий и инноваций (2012, совместно с Дугласом Лоуи)
- PhRMA[англ.] Research & Hope Award (2013, совместно с Дугласом Лоуи)[1]
- American Society for Microbiology[англ.]’s Joseph Public Health Award (2017)
- Премия Ласкера — Дебейки за клинические медицинские исследования (2017)
- Szent-Györgyi Prize[нем.] (2018)[4]